# 萬飛鷹
萬飛鷹（1792年—？），江西南昌府南昌縣（今江西省南昌市）人，清朝軍事將領，同武進士出身。
嘉慶二十三年（1818年），武舉中式。次年，聯捷武進士，以營守備用分發福建試用。道光四年（1824年），任直隸天津鎮標右營守備。道光十年（1830年），任湖南永定營都司。道光十二年（1832年），曾帶兵赴永州剿捕瑤族反清民軍，後任湖南提標右營遊擊。道光十七年（1837年），任湖南保靖營參將，后署湖南長沙協副將、湖南永順協副將、湖南永綏協副將、湖南常德協副將。道光二十二年（1842年），任貴州遵義協副將；次年署貴州鎮遠鎮總兵官。道光二十五年（1845年），服喪丁憂。道光三十年，任湖南常德協副將。咸豐元年（1851年），任福建漳州鎮總兵官、甘肅涼州鎮總兵官。咸豐二年（1852年），來京以總兵候補，后命赴江西本籍交巡撫張芾差遣委用。